# Myosorex longicaudatus
Myosorex longicaudatus là một loài động vật có vú trong họ Chuột chù, bộ Soricomorpha. Loài này được Meester & Dippenaar mô tả năm 1978.